# Ламбро Шмагранов
Ламбро Георгиев (Йоргов) Шмагранов (на английски: Lambro Shmagranoff) е български предприемач и общественик, деец на Македонската патриотична организация.

## Биография
Ламбро Шмагранов е роден на 31 януари 1892 година в костурското село Дъмбени, тогава в Османската империя, днес в Гърция. През 1906 година заминава за Съединените щати, учи във вечерни училища и работи, а през 1911 година се завръща в родното си село. Участва в Балканската война през 1912 година. В документите на Македоно-одринското опълчение е регистриран Ламбро Георгиев, без посочено родно място, служил в 12 Лозенградска дружина.
Прехвърля се в България, а в 1921 година се установява в Сейнт Луис, Мисури, където заедно със съселяните си Андрей и Георги Андрови, и Тодор Доновски създават собствена фирма за хлебни изделия. Ламбро Шмагранов е сред учредителите на МПО „Белица“, Сейнт Луис.
Умира на 19 август 1972 година в Редуд Сити.